# AGP Metro Polska
AGP Metro Polska – spółka cywilna, w skład której wchodzą trzy przedsiębiorstwa: włoskie Astaldi jako lider, turecki Gülermak i polskie Przedsiębiorstwo Budowy Dróg i Mostów z Mińska Mazowieckiego. Jej siedziba znajduje się przy ul. Marszałkowskiej 105 w Warszawie.
28 października 2009 konsorcjum podpisało z Miastem Stołecznym Warszawą umowę na Projekt i budowę II linii metra od stacji Rondo Daszyńskiego do stacji Dworzec Wileński o wartości 4,117 mld zł. Termin realizacji określono na październik 2013. Kierownikiem projektu został Francesco Paolo Scaglione z Astaldi, natomiast jego zastępcą Mustafa Tuncer z Gülermak.
13 stycznia 2010 przedsiębiorstwa wchodzące w skład konsorcjum podpisały umowę spółki cywilnej. 17 lutego 2011 podpisano aneks do umowy na realizację centralnego odcinka II linii metra uznający nową formę organizacyjną wykonawcy, natomiast 17 maja 2011 podpisano aneks dotyczący ceny umownej w związku z nowelizacją ustawy o VAT.
7 maja 2013, ze względu na niespełna roczne opóźnienie w realizacji kontraktu na budowę metra w Warszawie, między miastem a spółką zawarto umowę, na mocy której termin został przesunięty na 30 września 2014. Tego dnia spółka zgłosiła inwestycję jako gotową do odbiorów technicznych.